# الدوري الشمالي لكرة القدم 1963–64
الدوري الشمالي لكرة القدم 1963–64 (بالإنجليزية: 1963–64 Northern Football League)‏ هو موسم من الدوري الشمالي لكرة القدم ‏. فاز فيه Stanley United F.C. ‏.